# Passiflora morifolia
Passiflora morifolia (morifolia = blad als van de moerbei) is een soort passiebloem die gemakkelijk is te kweken.
De plant heeft stevige, hoekige, harige stengels. In de bladoksels ontspringen de ranken die daar worden geflankeerd door een paar 0,5 cm grote steunblaadjes. De behaarde bladstelen zijn tot 5 cm lang. De bladeren zijn afwisselend geplaatst, drielobbig, behaard aan beide zijden en 4–7 × 5–9 cm groot.
De bloemen staan solitair in de bladoksels op tot 4 cm lange bloemstelen. Ze zijn 2–3 cm breed en groenachtig geel of wit en paars van kleur. De kelkbladeren zijn groenachtig wit en tot 2 × 0,8 cm groot. De kroonbladeren zijn wit en tot 1,1 × 0,5 cm groot. De corona bestaat uit een enkele, tot 0,8 cm lange rij die aan de basis paars is en aan het uiteinde wit. De plant vormt gemakkelijk vruchten. Deze zijn langwerpig, tot 4 cm groot, donkerpaars tot zwart van kleur met binnenin oranje zaadmantels. Op de plaatsen waar vruchten op de grond vallen kunnen na verloop van tijd zaailingen opkomen.
Passiflora morifolia komt van nature voor in grote gebieden in Bolivia, Argentinië, Paraguay en Brazilië. Ook komt de plant voor in geïsoleerde gebieden in Guatemala, Colombia, Venezuela, Ecuador en Peru in periodiek droge bossen op hoogtes tussen de 400 en 2800 m. Hij is onder andere verwilderd in Maleisië, op Java en op een aantal eilanden in de Grote Oceaan. In droge periodes sterft de plant tot aan de basis af, waarna hij in het natte seizoen weer opkomt.
Passiflora morifolia kan in Europa in de vensterbank en in de koude kas worden gehouden. Het is een plant die gemakkelijk is op te kweken door middel van zaaien. Ook kan de plant worden vermeerderd door middel van stekken. De plant wordt vaak in vlindertuinen gehouden omdat de plant wordt gebruikt als waardplant voor de rupsen van vlinders uit de familie Heliconiinae.

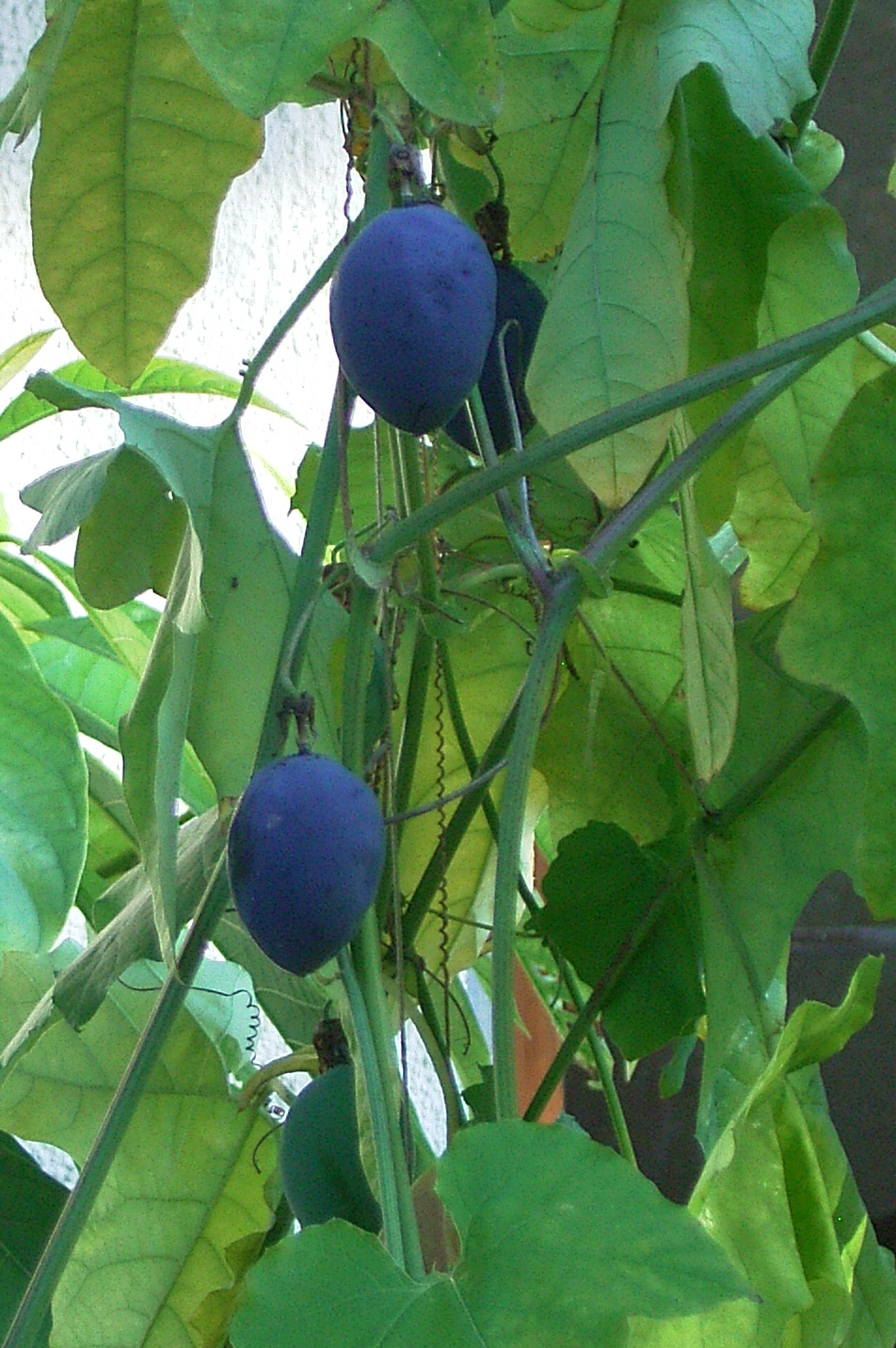
Vruchten

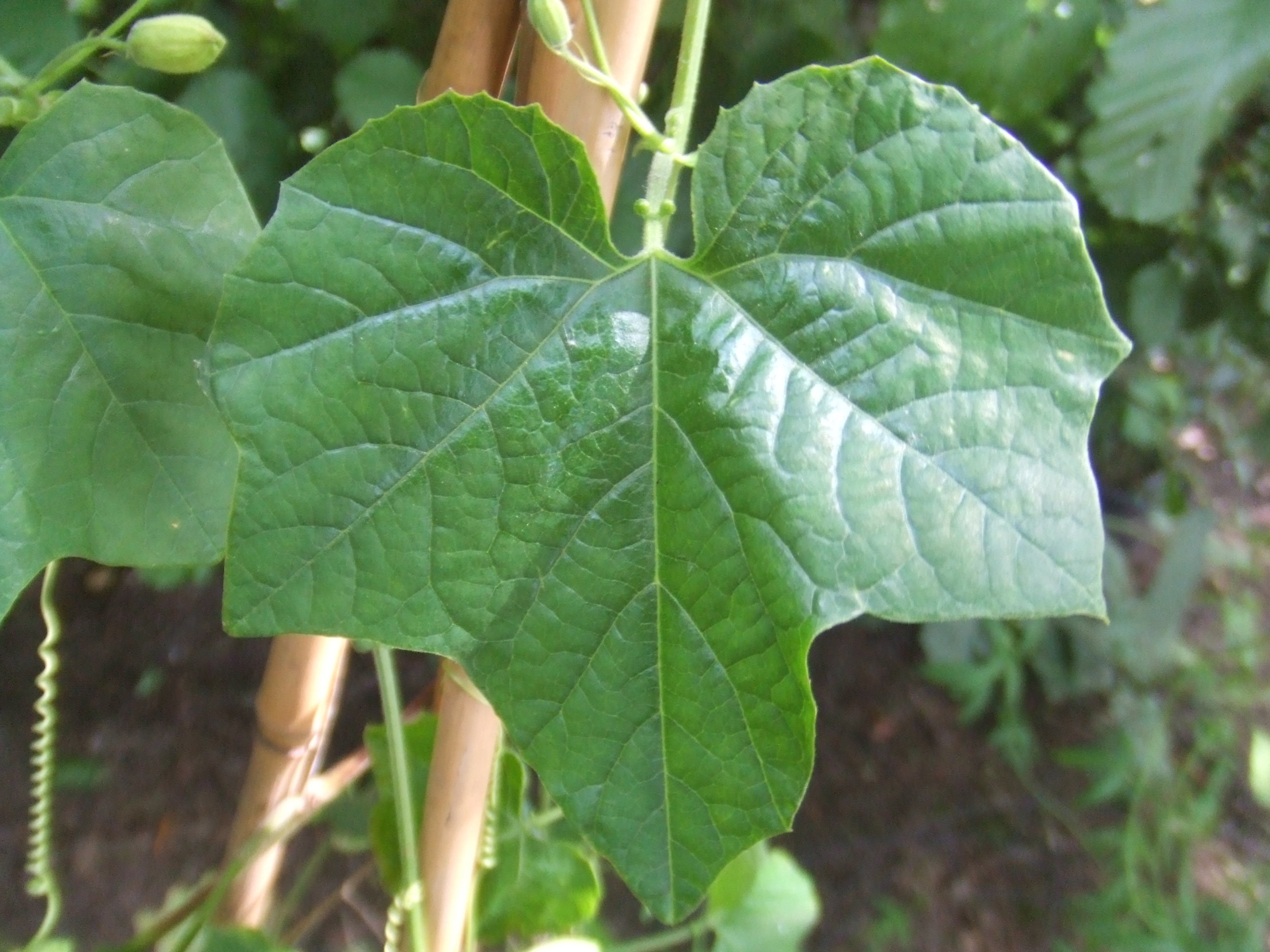
Blad

... · 
P. alata · 
P. aurantia · 
P. biflora · 
P. caerulea (Blauwe passiebloem) · 
P. citrina · 
P. coccinea · 
P. coriacea · 
P. edmundoi · 
P. edulis · 
P. edulis forma edulis · 
P. edulis forma flavicarpa · 
P. foetida · 
P. gibertii · 
P. herbertiana · 
P. incarnata · 
P. jorullensis · 
P. kermesina · 
P. laurifolia · 
P. ligularis · 
P. lindeniana · 
P. loefgrenii · 
P. lutea · 
P. morifolia · 
P. murucuja · 
P. organensis · 
P. picturata · 
P. punctata · 
P. quadrangularis · 
P. racemosa · 
P. rubra · 
P. serratifolia · 
P. suberosa · 
P. subpeltata · 
P. tarminiana · 
P. tulae · 
P. vitifolia · 
P. xishuangbannaensis · 
P. yucatanensis · 
...